# Conmurra
Conmurra är en ort i Australien. Den ligger i kommunen Naracoorte and Lucindale och delstaten South Australia, omkring 290 kilometer sydost om delstatshuvudstaden Adelaide.
Trakten runt Conmurra är nära nog obefolkad, med mindre än två invånare per kvadratkilometer.. Det finns inga andra samhällen i närheten.
Trakten runt Conmurra består till största delen av jordbruksmark. Genomsnittlig årsnederbörd är 804 millimeter. Den regnigaste månaden är juni, med i genomsnitt 137 mm nederbörd, och den torraste är februari, med 14 mm nederbörd.